# Олджате Олона
Олджа̀те Оло̀на (на италиански: Olgiate Olona; на ломбардски: Ulgiàa, Улджаа) е град и община в Северна Италия, провинция Варезе, регион Ломбардия. Разположен е на 235 m надморска височина. Населението на общината е 12 453 души (към 2017 г.).